# Girolamo Mango
Girolamo Mango (auch Gerolamo oder Hieronymus Mango; * 28. August 1740 in Rom; † Januar 1809 ebenda) war ein italienischer Opernkomponist. Er wirkte in Rom sowie als Hofkapellmeister des Fürstbischofs Raymund Anton von Strasoldo in Eichstätt.

## Leben
Girolamo Mangos Vater Antonio Mango war ab 1729 Impresario am Teatro Capranica in Rom. Er kehrte 1740 mit seiner Familie in seine Heimat Neapel zurück.
Girolamo selbst komponierte zunächst in Rom die Musik zu mehreren Intermezzi, Pasticci und Oratorien. Die erste bekannte Aufführung eines seiner Werke (das Intermezzo La pedina alla monda) erfolgte zur Karnevalssaison 1758 im römischen Teatro detto della Pallacorda di Firenze.
Am 26. März 1760 wurde er als Nachfolger Joseph Mecks als Hofkapellmeister an den Hof des Fürstbischofs Raymund Anton von Strasoldo in Eichstätt berufen, der es sich zur Aufgabe gemacht hatte, die italienische Kultur in Bayern einzuführen. Neben Mango wirkten dort auch viele andere italienische Sänger und Musiker. Während vor seiner Ankunft in Eichstätt hauptsächlich amateurhafte Jesuitendramen aufgeführt wurden, führte Mango dort die Opera seria und die Opera buffa ein. Seine Musik wurde auch an anderen Höfen Bayerns aufgeführt und sein Stil zum Vorbild anderer Komponisten. Zu seinen Aufgaben gehörte es, in jedem Jahr zur Neujahrsfeier eine neue Opera seria für den Fürstbischof und seine Gäste zu komponieren. Den Höhepunkt seines Ansehens erreichte er mit seiner Ernennung zum Titularrat am 25. Juni 1768. Mangos Gehalt betrug zunächst mit 300 fl. nebst Wohnung und Verköstigung nur halb so viel wie das seines Vorgängers Meck. Er bat mehrfach erfolgreich um Gehaltserhöhungen und ließ sich auch seine Unterkunfts-, Verpflegungs- und Weinrechte in Geld vergüten. Am 7. Juli 1771 betrug sein Jahresgehalt schließlich 750 fl. Dennoch kehrte er noch im selben Jahr nach einer Bildungsreise nicht mehr nach Eichstätt zurück. Seine Aufgaben dort übernahm zunächst für zwei Jahre Anton Adam Bachschmid, bis dieser am 10. April 1773 offiziell zu Mangos Nachfolger als Hofkapellmeister ernannt wurde.
Nach seiner Abreise aus Eichstätt kehrte Mango nach Rom zurück. Zur Karnevalssaison 1772 wurde dort am Teatro Tordinona seine farsetta La serva spiritosa aufgeführt. Am 17. Januar 1773 wurde er zum Kapellmeister der Congregazione dei musici di Santa Cecilia ernannt. Zusätzlich übernahm er ab 1794 Aufgaben für den Herzog Francesco Sforza Cesarini in Florenz, dessen Mutter Marianna Caetani Sforza Cesarini er bereits 1773 seine Oper L’imbroglio fortunato gewidmet hatte. Seine erste Oper für Florenz, La disfatta di Turno, wurde dort am 3. Juni 1794 im Teatro degli Intrepidi aufgeführt und erhielt eine äußerst positive Rezension in der Gazetta Toscana (Nr. 23 vom 7. Juni 1794, S. 89).
1805 erkrankte er schwer. Bis zu seinem Tod im Januar 1809 wurde er von der Congregazione dei musici di Santa Cecilia versorgt. Zu seinem Begräbnis wurden in der Kirche San Carlo ai Catinari drei Messen für sein Seelenheil gelesen.
Mangos Musik steht im Stil der Frühklassik. Seine Symphonien sind dreisätzig und entsprechen formal der neapolitanischen Opernouvertüre. In Eichstätt verstärkte er das Orchester durch Pauken und zusätzliche Holz- und Blechblasinstrumente. Sein Orchestersatz zeichnet sich durch eine ausgefeilte Behandlung der Bläserstimmen aus, und er nutzte Traversflöten und Oboen als Soloinstrumente. Die erhaltenen Arien seiner Buffa-Opern verwenden fröhliche, leicht verzierte Melodien mit schlichter Harmonik und homophoner Begleitung.

## Werke

### Bühnenwerke
Die Musik von Mangos Bühnenwerken ist mit Ausnahme weniger Arien und Sinfonias verschollen.
- La pedina alla monda, Intermezzo; Libretto: L. Urbani; Rom, Teatro detto della Pallacorda di Firenze, Karneval 1758
- La maestra, Intermezzo (Pasticcio); Libretto: Antonio Palomba; Rom, Teatro Valle, 1760
- Il paese della cuccagna, Intermezzi (Pasticcio); Libretto: Carlo Goldoni; Rom, Teatro Valle, Karneval 1760
- Il sogno di Scipione, Serenata; Libretto: Pietro Metastasio; Eichstätt, 1764
- Astrea placata, Serenata; Libretto: Pietro Metastasio; Eichstätt, 1765
- Il Parnasso acusato e diffeso, Serenata; Libretto: Pietro Metastasio; Eichstätt, 1766
- Ciro riconosciuto, Opera seria in drei Akten; Libretto: Pietro Metastasio; Eichstätt, 1767
- La Galatea, Serenata in zwei Teilen; Libretto: Pietro Metastasio; Eichstätt, 1767
- Adriano, dramma per musica in drei Akten; Libretto: Pietro Metastasio; Eichstätt, Januar 1768[Digitalisat 1]
- Ezio, dramma per musica in drei Akten; Libretto: Pietro Metastasio; Eichstätt, 1770
- Fünf kleine italienische Opern (Opere buffe); Eichstätt, um 1760–71
- L’eroe cinese, dramma per musica in drei Akten; Libretto: Pietro Metastasio; Eichstätt, 1771
- La serva spiritosa, farsetta; Libretto: Gregorio Mancinelli; Rom, Teatro Tordinona, Karneval 1772
- Proserpina in difesa della schiava per amore e maga per accidente, commedia in prosa; Libretto: Gregorio Mancinelli; Rom, Teatro Tordinona, Februar 1772
- L’imbroglio fortunato, farzetta; Libretto: Gregorio Mancinelli; Rom, Teatro Tordinona, 9. Januar 1773
- Le Sventure del principe Ramiro divenuto selvaggio per amore con Pulcinella e Bruscotto spaventati dall’ombra, commedia in prosa; Libretto: Gregorio Mancinelli; Rom, Teatro Tordinona, 9. Januar 1773
- La maga per amore, farsetta; Libretto: Girolamo Donadini; Rom, Teatro Tordinona, 3. Januar 1776
- La funesta caduta di Kulikam tiranno di Persia, Intermezzo; Libretto: Pietro Chiari; Rom, Teatro Tordinona, 3. Januar 1776
- Le governanti in discordia, Intermezzo; Libretto: Antonio Casini; Rom, Teatro detto della Pallacorda di Firenze, Karneval 1792
- La serva amorosa, Intermezzo; Libretto: Carlo Goldoni; Rom, Teatro detto della Pallacorda di Firenze, Karneval 1792
- La disfatta di Turno, dramma serio in zwei Akten; Libretto: Francesco Ballani; Florenz, Teatro degli Intrepidi, 3. Juni 1794[Digitalisat 2]

### Erhaltene Arien
- Arien und Duette aus La maestra:
  - Questo core è tutto tuo
  - Padron mio caro
  - Quei begli occhi
- Nel mirarti in volto o cara
- Quam sum felix
- Dovrà tremar l’ingrata
- Sinfonia, Arien und Ensemblestücke aus La disfatta di Turno

### Geistliche Werke
- Il Gionata, Oratorium; Libretto: C. A. Femi; Rom, San Girolamo della Carità, Passionszeit 1759 (verschollen)
- Messe D-Dur für acht Stimmen, Orchester, Orgel und Pauken; 1770
- Messe D-Dur für vier Stimmen, Orchester, Orgel und Pauken
- Missa solemnis D-Dur für vier Stimmen, Orchester und Orgel; um 1770
- L’esaltazione di Salomone al trono, Oratorium in zwei Teilen für vier Stimmen, Chor und Orchester; Libretto: R. P. V. Mammo; Rom, San Girolamo della Carità; um 1775[Digitalisat 3]
- La casta Susanna, Oratorium; Rom, San Girolamo della Carità, November 1778 (verschollen)
- Messe D-Dur für vier Stimmen, Orchester und Orgel; um 1780
- Missa solemnis D-Dur für vier Stimmen, Orchester und Orgel; um 1782
- Haec Domini domus electa, Offertorium D-Dur für vier Stimmen, Instrumente und Orgel; um 1780
- Messe A-Dur für 4 Stimmen, Orchester, Orgel und Pauken
- Chori beati, Offertorium D-Dur für vier Stimmen, Orchester und Orgel
- Eia chori resonate, Offertorium D-Dur für vier Stimmen, Orchester und Orgel
- Litanei C-Dur für vier Stimmen, zwei Violinen, 2 Flöten, 2 Kornette und Orgel
- Messe A-Dur für vier Stimmen, Orchester und Orgel; 1822 (zweifelhaft)

### Instrumentalwerke
- Fünf Serenaden für Orchester; um 1760–71
- Sinfonia D-Dur für zwei Violinen, Viola, Violoncello, zwei Oboen und zwei Hörner
- Sinfonia C-Dur für Orchester; Rom, 1802

## Digitalisate
1. ↑  Adriano. Libretto (italienisch/deutsch), Eichstätt 1768. Digitalisat beim Münchener Digitalisierungszentrum.
2. ↑  La disfatta di Turno. Libretto (italienisch), Florenz 1794. Digitalisat im Museo internazionale e biblioteca della musica di Bologna.
3. ↑  L’esaltazione di Salomone al trono. Libretto (italienisch), Rom 1775. Digitalisat der Sapienza Digital Library.